# Percy Oncken
 Percy Oncken  (Iguaraçu, 10 de novembro de 1960) é um treinador de voleibol indoor brasileiro que conquistou vários títulos mundiais e sul-americanos a serviço da Seleção Brasileira de Voleibol Masculino tanto na categoria infanto-juvenil, quanto na juvenil .

## Carreira
Nascido  em Iguaraçu, que dista cerca de 70 km a oeste de Londrina, onde resolveu fixar residência e resolveu virar técnico de vôlei depois de ser jogador por alguns anos em Londrina e Umuarama.Na  adolescência teve passagem pelo time juvenil de futebol do Umuarama Futebol Clube, “Tigrão do Oeste”, por influência do pai,  que era diretor do clube.
Aos 15 anos, em plena  aula de educação física,  chamado pelo professor para treinar com a equipe de vôlei, se destacando e  se tornando o capitão do time dois anos mais tarde e em seguida já atuava como  auxiliar do técnico. Diante destas experiências, resolveu cursar Educação Física, já nascia seu interesse em ser treinador de voleibol.Iniciou o curso em 1979 na UEL,onde se formou e chegou a ser docente até 2007. Chegou a defender  a equipe da UEL, o Londrina e o Londrina Country Club.
No ano de 1980 consegue seu primeiro emprego de técnico de vôlei na da Prefeitura de Rolândia, quando ainda era estudante e em 1981 foi  técnico em Umuarama. No ano seguinte retorna a Londrina e foi jogador até 1982, não progredindo pela estatura.Em 1989 sua carreira começa  a impulsionar quando realiza estágio na seleção brasileira na  categoria infanto-juvenil de voleibol masculino.
Começou sua carreira na Seleção Brasileira  sendo Auxiliar Técnico  de Antônio Marcos Lerbach na conquista do ouro  da segunda edição do Campeonato Mundial Infanto-Juvenil realizado em 1991; com a mesma função atuou em 1992 na conquista da medalha de ouro no VIII Campeonato Sul-Americano Infanto-Juvenil.
Sua trajetória como treinador  na Seleção Brasileira teve início na categoria infanto-juvenil e já com o desafio de ter o comando da seleção brasileira nesta categoria que disputaria a terceira edição do Campeonato Mundial Infanto-Juvenil de 1993, quando foi campeão mundial pela primeira vez atuando como técnico e nesta conquista foi auxiliado por Antônio Resende e derrotaram na final a seleção japonesa  pro 3x0 (15-7, 15-11 e 15-6).
Comandando a seleção infanto-juvenil e auxiliado por Antônio Resende conquistou o ouro da nona edição do Campeonato Sul-Americano Infanto-Juvenil de 1994 e neste mesmo ano foi Auxiliar de Técnico de Antônio Marcos Lerbach na conquista desta vez do XII Campeonato Sul-Americano Juvenil, fazendo parte da comissão técnica que preparou uma geração de atletas notáveis para o mundial da categoria no seguinte e auxiliou o técnico  Antônio Marcos Lerbach  neste referido Mundial  Juvenil, que foi sediado na Malásia de 1995, no qual obteve a medalha de prata, cuja preparação deu-se ao lado  de uma geração repleta de grandes valores como: Itápolis, Gustavo Endres, Dirceu, André Heller, Giba, Léo, Ricardinho,  Royal, Manius Abbadi, Digão, Roim, Lilico, Alex Lenz, Renato Felizardo.
Após o mundial juvenil de 1995, auxiliou o técnico Antônio Marcos Lerbach  no desafio de comandar  boa parte destes atletas supramencionados na categoria adulta da Seleção B  que disputaria a décima segunda edição dos Jogos Pan-Americanos de 1995 na Argentina, quando este selecionado terminou na última posição (sétimo lugar).No mesmo ano, foi  técnico da seleção brasileira infanto-juvenil na conquista do ouro na quarta edição do mundial da categoria.
Em 1996 foi o técnico da seleção brasileira infanto-juvenil na conquista da medalha de ouro na décima edição do campeonato sul-americano da categoria.Na quinta edição do mundial desta categoria em 1997 termina na quinta posição e no ano seguinte comandando a seleção brasileira infanto-juvenil  conquista mais um título sul-americano  e no mesmo ano e  com esta categoria disputou a primeira edição dos Jogos Mundiais da Juventude,obtendo a medalha de ouro em Moscou, nesta edição foi auxiliado por Pedro Paulo Hesketh.
Na  sexta edição do Mundial  Infanto-Juvenil realizado em 1999, treinando  a seleção brasileira infanto-juvenil  tenta  chegar as finais e melhorar o surpreendente resultado da edição anterior,  mas termina apenas na sétima posição.No ano 2000 conduziu a seleção brasileira infanto-juvenil na  conquista da medalha ouro no décimo  campeonato sul-americano infanto-juvenil.Em 2001 treina a seleção brasileira infanto-juvenil que volta  a conquistar o ouro após duas edições fora das finais, tal conquista deu-se no sétimo campeonato mundial da categoria, confirmando mais um ouro no décimo segundo sul-americano da categoria em 2002.
No ano seguinte conquista novamente o ouro no oitavo campeonato mundial infanto-juvenil.Já na décima terceira edição do sul-americano infanto-juvenil ocorrido em 2004 conquista mais um ouro para o Brasil e no ano seguinte após duas sequencias de ouro, termina com a medalha de prata no oitavo mundial infanto-juvenil.Em 2006 atuou como técnico da seleção brasileira juvenil na conquista do sul-americano da categoria, o primeiro comandando esta categoria, sendo auxiliado por Antônio Resende , ambos atuaram no mundial juvenil do ano seguinte, cuja sede era na índia,  quando obtiveram mais um ouro.
Em 2008, comandando  a seleção brasileira infanto-juvenil, após anos com conquistas douradas, amarga a medalha de prata no sul-americano.No ano posterior,  Antônio Marcos Lerbach iria  assumir a supervisão da seleção adulta junto a Bernardo Rezende e  Percy aceitou o desafio de comandas as duas categorias de base; e com , desta vez comandando a seleção brasileira juvenil neste ano foi mais uma vez campeão mundial, sendo auxiliado por Marcel Eickhoff Matz.
Ainda em 2009, dirigindo a seleção brasileira infanto-juvenil, disputa o mundial da categoria, mas não conduz sua equipe as finais, terminando apenas na nona colocação e nesta mesma categoria fica novamente com a prata no sul-americano infanto-juvenil de 2010 e neste mesmo ano comandando a seleção brasileira juvenil conquista o título sul-americano juvenil.
Em 2011 terminou em nono lugar  com a seleção brasileira infanto-juvenil  no mundial da Argentina. No seguinte ano conquista novamente o ouro na categoria infanto-juvenil ao disputar o sul-americano infanto- juvenil realizado no Chile.
Como técnico da seleção infanto-juvenil disputou o Campeonato Mundial Infanto-Juvenil de 2013, realizado no México, ao final da competição terminou apenas na quinta posição. Em clubes atuou como treinador tanto no masculino quanto no feminino.Treinou as equipes: Grêmio Londrina (PR) em 1998, o Consórcio União/Londrina (PR) em  1999, o Sesi Esporte  de Uberlândia(MG) em 2003 e 2005, além do Wizard/Campinas (SP) em 2006; mais recente atuou nas temporadas 2006/07 e 2007/08, quando dirigiu a equipe da Ulbra/Uptime. Atualmente reside em Londrina, é pai de Camila e Nathalia, frutos do seu casamento com Mirian Costa Vajani e está casado com a ex-voleibolista Luisa Lima a qual teve seu filho Murilo.

## Títulos  e Resultados
- 2013-5º lugar nos Campeonato Mundial Infanto-Juveni (Tijuana & Mexicali,  México)[8]
- 2011-9º lugar nos Campeonato Mundial Infanto-Juveni (Almirante Brown& Bahía Blanca,  Argentina)[6]
- 2009-9º lugar nos Campeonato Mundial Infanto-Juveni (Jesolo & Bassano del Grappa,  Itália)[2]
- 1999-7º lugar nos Campeonato Mundial Infanto-Juveni (Riyadh,  Arábia Saudita)[2]
- 1997-5º lugar nos Campeonato Mundial Infanto-Juvenil (Teerã,  Irão)[2]
- 1995-7º lugar nos Jogos Pan-Americanos de 1995 (Mar del Plata,  Argentina)[2]